# Systemmäßiger Adel
Systemmäßiger Adel war ein von 1757 bis 1918 bestehendes Standesvorrecht für Angehörige der Streitkräfte in den habsburgisch regierten Ländern, welches bürgerlichen Offizieren unter bestimmten Bedingungen als  „Nobilitierung auf dem Dienstweg“ einen Rechtsanspruch auf Erhebung in den erblichen einfachen Adelsstand garantierte.

## Geschichte

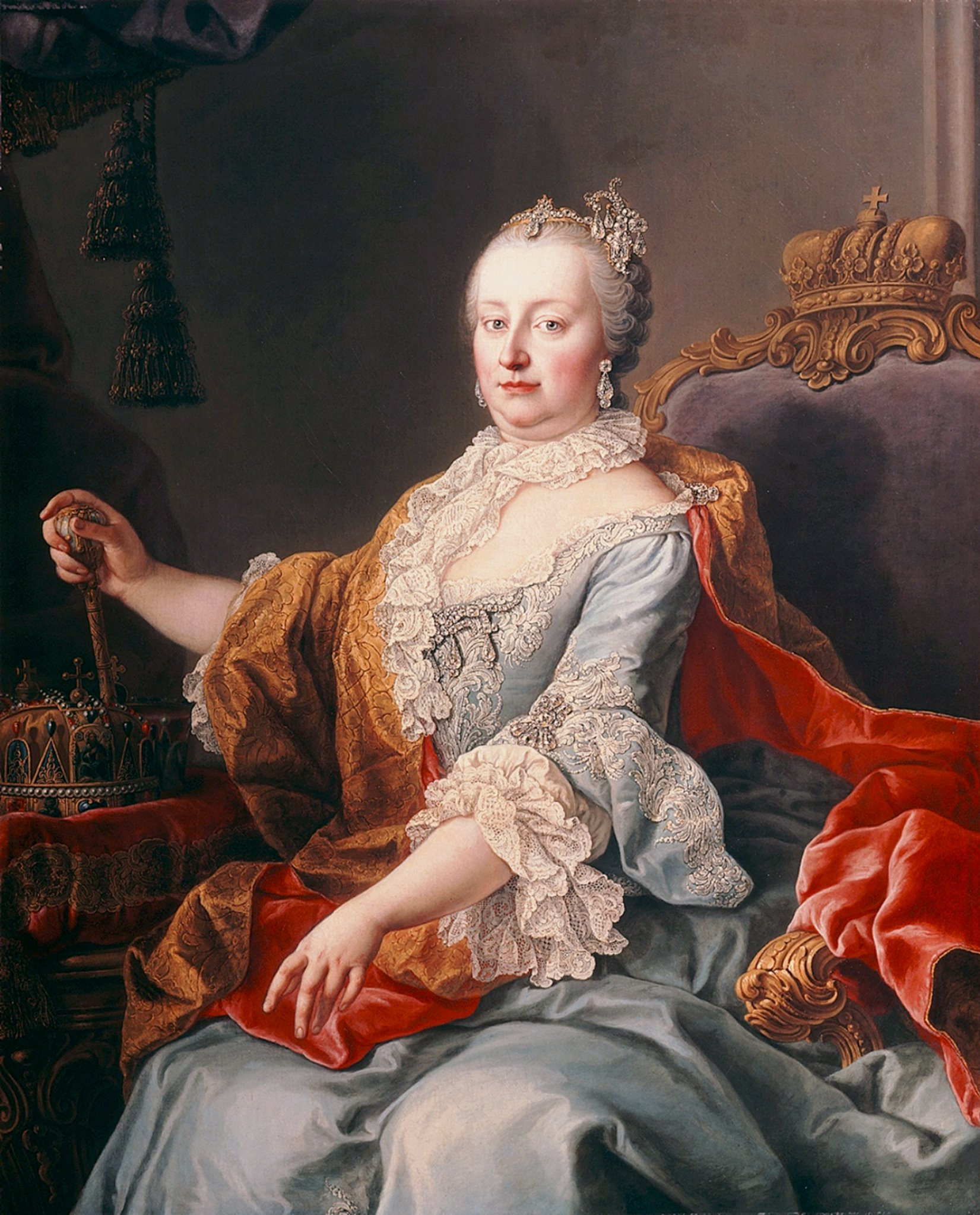
Maria Theresia (1717–1780)

Um die Mitte des 18. Jahrhunderts führten adelige und bürgerliche Offiziere auch in den habsburgisch regierten Ländern ein weitgehend getrenntes Leben mit unterschiedlichen Karrieremöglichkeiten. Im Rahmen der inneren Reformen in ihren Ländern ging Maria Theresia während des Siebenjährigen Krieges daran, in ihrem Reich eine neue und einheitliche Elite von Offizieren und Staatsbeamten zu schaffen, die sich zu einem erheblichen Anteil aus dem Bürgertum rekrutierte. Ein Element zur Erreichung dieses Ziels war die Gewährung eines besonderen Standesvorrechts für ihre Offiziere, und so wurde per Allerhöchster Entschließung Maria Theresias vom 12. Jänner 1757 allen Inhabern eines Offizierspatents das Recht eingeräumt, unter gewissen Voraussetzungen in den erblichen österreichischen Adelsstand erhoben zu werden. Stellte der Erlass vom 12. Jänner 1757 qualifizierten Offizieren noch die Verleihung des Ritterstandes in Aussicht, so sollte nach einer Anweisung des Hofkriegsrates vom 16. April 1757 nur mehr der einfache Adelsstand gewährt werden. Voraussetzung für den Erwerb eines Rechtsanspruchs auf Nobilitierung war zunächst neben dem Besitz eines Offizierspatents eine dreißigjährige und einwandfreie Militärdienstzeit. Allfällige Dienstzeiten vor Erreichung eines Offiziersdienstgrades – etwa als einfacher Soldat oder Unteroffizier – waren dabei einrechenbar, doch musste die Dienstzeit ununterbrochen und in der österreichischen Armee verrichtet worden sein. Quittierte man den Dienst, so verfiel die bis dahin geleistete Dienstzeit und war für ein eventuelles späteres Ansuchen erloschen. Dies galt auch für Offiziere, deren aktiver Dienst durch eine Pension unterbrochen war.
Ab 13. September 1798 kam zu den bisherigen Regeln unter Kaiser Franz die Bedingung, dass jeder Bewerber um einen systemmäßigen Adel mit dem Degen und in der Linie gekämpft haben musste. Dabei bedeutete die Formulierung „mit dem Degen“, dass der Adelsbewerber seine dreißigjährige Dienstzeit im aktiven Truppenstand von Heer, Marine, Landwehr, Garde oder Gendarmerie geleistet haben musste, und der Begriff „in der Linie“, dass der Adelsbewerber dabei aktiv an einem Gefecht während einer kriegerischen Auseinandersetzung teilgenommen haben musste. Später konnten auch Offiziere, welche keinen Feldzug mit Feindberührung aufzuweisen hatten, aber dafür andere außerordentliche Verdienste bewiesen hatten, um den systemmäßigen Adel ansuchen. Am 3. Dezember 1810 wurden die Bestimmungen weiter modifiziert, und 1821 nahm der Kaiser per Erlass eine weitere Regelung vor, so dass der systemmäßige Adel nur mehr jenen Offizieren verliehen werden sollte, welche durch dreißig Jahre ununterbrochen in der Linie mit dem Degen gedient und sich während dieser Zeit durch stetes Wohlverhalten vor dem Feinde sowie durch eine ganz tadelfreie Conduite ausgezeichnet haben. In diesem Zusammenhang bedeutete „Conduite“ die – in den vertraulichen Dienstbeurteilungen für Offiziere protokollierte – persönliche Führung und das Betragen während der aktiven Militärdienstzeit, und hinter der Formulierung „Wohlverhalten vor dem Feinde“ verbarg sich die Forderung nach Tapferkeit im Kriegseinsatz. Militärbeamte oder Militärärzte, die nicht kämpfenden Truppenteilen angehörten, waren dagegen vom systemmäßigen Adelserwerb ausgenommen.

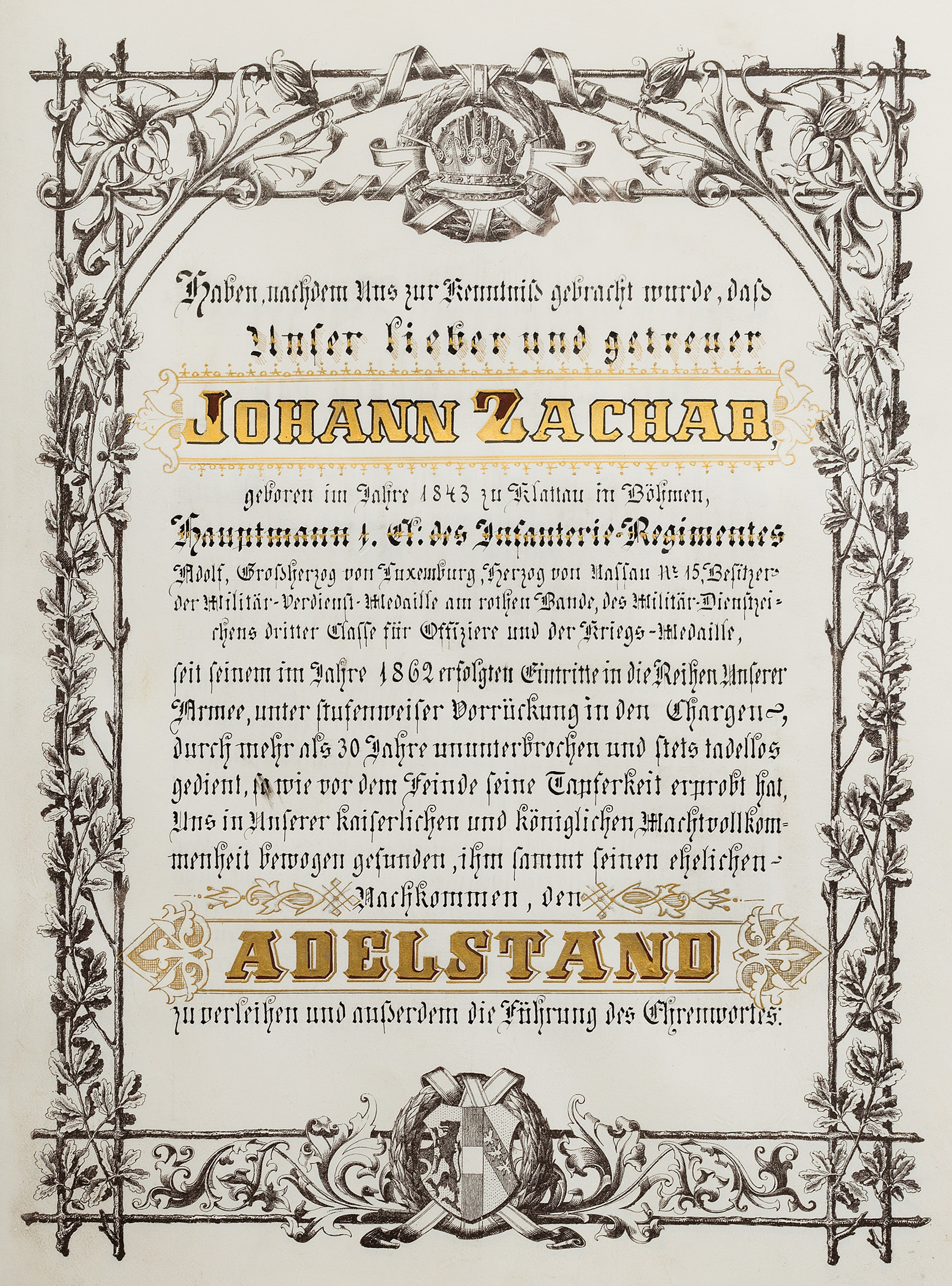
Seite aus dem Adelsdiplom Kaiser Franz Josephs I. für Hauptmann Johann Zachar aufgrund von dessen mehr als 30-jähriger Dienstzeit, 1893

Unter Kaiser Franz Joseph blieben die Regelungen zum systemmäßigen Adel im Wesentlichen unverändert, allerdings erhielten ab dem 21. August 1894 Offiziere ungarischer Staatsangehörigkeit, die einen Verleihungsanspruch auf den systemmäßigen Adel erworben hatten, diesen als ungarischen Adel verliehen (1757 war allein von der Verleihung eines österreichischen Adels die Rede gewesen). Ab dem 30. April 1896 konnten k.u.k. Offiziere auch dann den systemmäßigen Adel erlangen, wenn sie zwar nicht mit dem Degen und in der Linie gekämpft, aber stattdessen eine vierzigjährige Militärdienstzeit vorzuweisen hatten. Mit Allerhöchster Entschließung vom 28. Juni 1915 wurden weitere Vorschriften erlassen. Die Militärkommanden wurden angewiesen, bei der Beurteilung der eingereichten Ansuchen die Prüfung der Anspruchsvoraussetzungen strenger zu handhaben sowie die finanziellen Verhältnisse der Antragsteller und die gesellschaftliche Stellung ihrer Kinder zu berücksichtigen. Außerdem trat eine neue Gebührenordnung in Kraft (siehe unten). Erst ab Anfang 1916 ließ sich Kaiser Franz Joseph persönliche Informationen zu jedem Antragsteller vorlegen und ging dazu über, auch beim systemmäßigen Adel die Verleihung per Allerhöchster Entschließung vorzunehmen.
Diese Regelungen blieben bis zum Ende der österreichisch-ungarischen Monarchie 1918 in Kraft. Hatten die skizzierten Verleihungsvoraussetzungen dazu geführt, dass während der langen Friedensperiode von 1866 bis 1914 nur vergleichsweise wenige k.u.k. Offiziere den systemmäßigen Adel beantragen konnten, so veränderte der Ausbruch des Ersten Weltkriegs diese Situation grundlegend. Zahlreiche österreichisch-ungarische Offiziere, die damals zwar bereits seit über dreißig Jahren den k.u.k. Streitkräften angehörten, aber bis zu ihrer Pensionierung keine Aussicht auf das Erreichen einer vierzigjährigen Dienstzeit hatten, vermochten durch den Krieg plötzlich auch einen Dienst „in der Linie“ und „Wohlverhalten vor dem Feinde“ nachzuweisen und so doch den systemmäßigen Adel zu beantragen. Die über 700 Nobilitierungen, die Kaiser Karl I. zwischen 1916 und 1918 vornahm, sind so nachzuvollziehen.

## Verfahren

### Ablauf

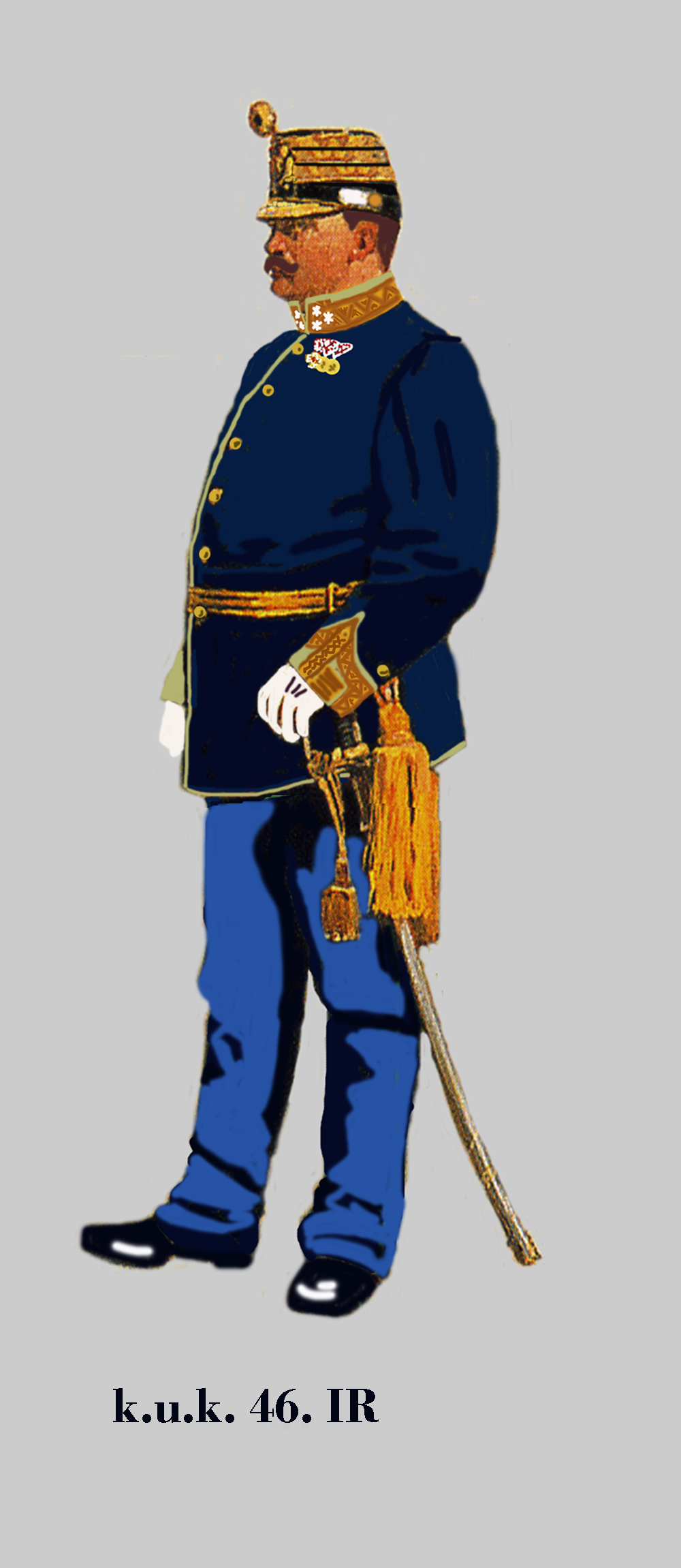
k.u.k. Oberst in Paradeadjustierung

Die Erhebung in den erblichen einfachen Adelsstand wurde beim systemmäßigen Adel stets, wenn alle nötigen Voraussetzungen erfüllt waren, als immer gleich ablaufender Verwaltungsvorgang durchgeführt. Bis etwa 1916 war der österreichisch-ungarische Monarch darin, wie erwähnt, so gut wie nicht involviert und setzte nach Abschluss des Verfahrens lediglich seine Unterschrift auf das ihm vorgelegte Adelsdiplom.
Hatte ein k.u.k. Offizier die für seine „Nobilitierung auf dem Dienstweg“ nötigen Voraussetzungen erlangt, so konnte er sich an die Zusammenstellung der zur Antragstellung nötigen Unterlagen machen. Die Beschaffung der notwendigen Papiere konnte mitunter einen sehr beträchtlichen Zeitraum in Anspruch nehmen und bereits zu diesem Zeitpunkt des Verfahrens erhebliche Kosten verursachen.
Das eigentliche Gesuch musste an Seine kaiserliche und königliche apostolische Majestät gerichtet sein und in knappen Worten um die Gewährung des systemmäßigen Adels bitten. Eine kurze Lebensbeschreibung sollte die wichtigsten Leistungen des Antragstellers nennen, um eventuell in das Adelsdiplom aufgenommen zu werden. Weiters waren dem Ansuchen beizugeben: eine eigenhändige Erklärung des Antragstellers über die Entrichtung der im Zuge des Nobilitierungsverfahrens anfallenden Bearbeitungsgebühren, die Qualifikationsliste des Offiziers, eine Auskunft der Fachrechnungsabteilung und schließlich eine Dienstbeschreibung. Besonders der Dienst- und Wohlverhaltensbeschreibung des Antragstellers kam für den weiteren  Verlauf des Verfahrens eine entscheidende Bedeutung zu. Dieser Leumund musste sich nicht nur auf das Verhalten des Antragstellers vor dem Feinde beziehen, sondern sollte auch seine ganze private Persönlichkeit darstellen. Diese Dienst- und Wohlverhaltensbeschreibung wurde vom militärischen Vorgesetzten des Antragstellers formuliert. Suchten pensionierte Offiziere um den systemmäßigen Adel an, so musste auch ihr Wohlverhalten seit der Pensionierung überprüft werden; ein entsprechendes Zeugnis war vom zuständigen Militärterritorialkommando anzufertigen. Falls der Antragsteller im Laufe seiner Dienstzeit verschiedenen Regimentern oder Korps angehört hatte, waren auch frühere Dienstberichte einzureichen. Strafprotokollauszüge über die gesamte Dienstzeit waren ebenfalls beizubringen. Die betreffenden militärischen Vorgesetzten des Antragstellers hatten für die Richtigkeit der ausgestellten Dokumente zu zeichnen.

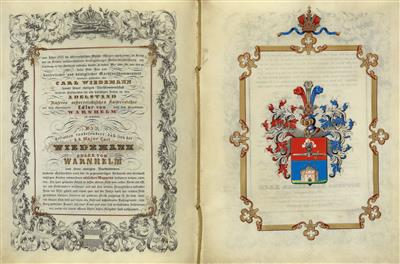
Adelsdiplom für den k.u.k. Major Carl Wiedemann von Warnhelm, 1852

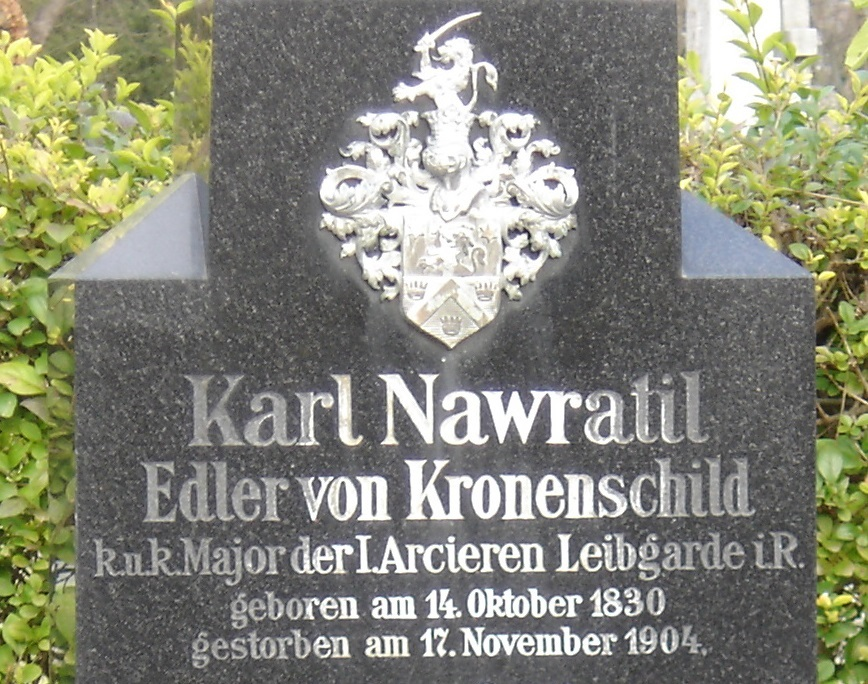
Grab des k.u.k. Majors Karl Nawratil von Kronenschild

Weiters hatte der Antragsteller zu erklären, ob er im Zuge seiner Erhebung in den erblichen einfachen Adelsstand die Verleihung des Ehrenwortes „Edler“, ein Territorialprädikat oder beides wünschte. Erbat der Antragsteller die Verleihung eines Territorialprädikates, so hatte er dafür einen gereihten Dreiervorschlag möglicher Prädikate zu unterbreiten. Dabei galt der Grundsatz, dass ein solchermaßen gewähltes Territorialprädikat nicht mit einem real existierenden Ortsnamen übereinstimmen durfte. Ausnahmen von dieser Vorschrift bedurften einer gesonderten Genehmigung durch das Ministerium des Inneren oder den Monarchen persönlich, und wurden nur dann erteilt, wenn der Antragsteller am betreffenden Ort eine ganz „hervorragende Waffentat“ vollbracht hatte. Diese Vorschrift führte – wie István Deák bemerkt – zu einer Vielzahl recht eigenartiger Prädikate, die ihre Träger leicht als Angehörige des Neuadels auswiesen. Manche Offiziere wählten als Prädikat etwa den Hinweis auf einen Ort, an dem sie im Laufe ihrer dreißig- bzw. vierzigjährigen Dienstzeit gedient hatten, oder schlugen stattdessen mehr oder weniger kreative Umschreibungen vor. Oberstleutnant Adam Brandner etwa wählte 1906 zur Erinnerung an seinen Einsatz am Berg Vučji zub (deutsch „Wolfszahn“) an der Grenze Bosnien-Herzegowinas das Prädikat „Edler von Wolfszahn“. Feldmarschallleutnant Hermann Kusmanek wiederum wählte 1913 das Prädikat „von Burgneustädten“ in dankbarer Erinnerung an seine einstige Ausbildungsstätte, die Theresianische Militärakademie in der Burg in Wiener Neustadt. Andere Offiziere bemühten sich bei der Wahl ihres Territorialprädikates um einen Beweis für ihre Berufung zum Soldatenberuf oder ihre Loyalität gegenüber dem Monarchen (z. B. „Wiedemann von Warnhelm“, „Waldstein Edler von Heilwehr“ oder „Nawratil Edler von Kronenschild“). Da viele k.u.k. Garnisonen in den ungarischen oder slawischen Gebieten der Monarchie lagen, spiegelten die Prädikate, die von den dort stationierten Offizieren gewählt wurden, die ethnische Vielfalt Österreich-Ungarns wider. Die charakteristischen Territorialprädikate geadelter habsburgischer Militärs fanden sogar in Werke der Literatur Eingang; so lässt etwa Karl Kraus die  Generäle Schlepitschka von Schlachtentreu und Demmer von Drahtverhau auftreten, Robert Musil und Wilhelm Muster schreiben über den General Stumm von Bordwehr, während Herzmanovsky-Orlando die Hauptleute der Trabantenleibgarde  Stojesbal von Standschlaf und Quapil Edler von Sumpfritt erwähnt.

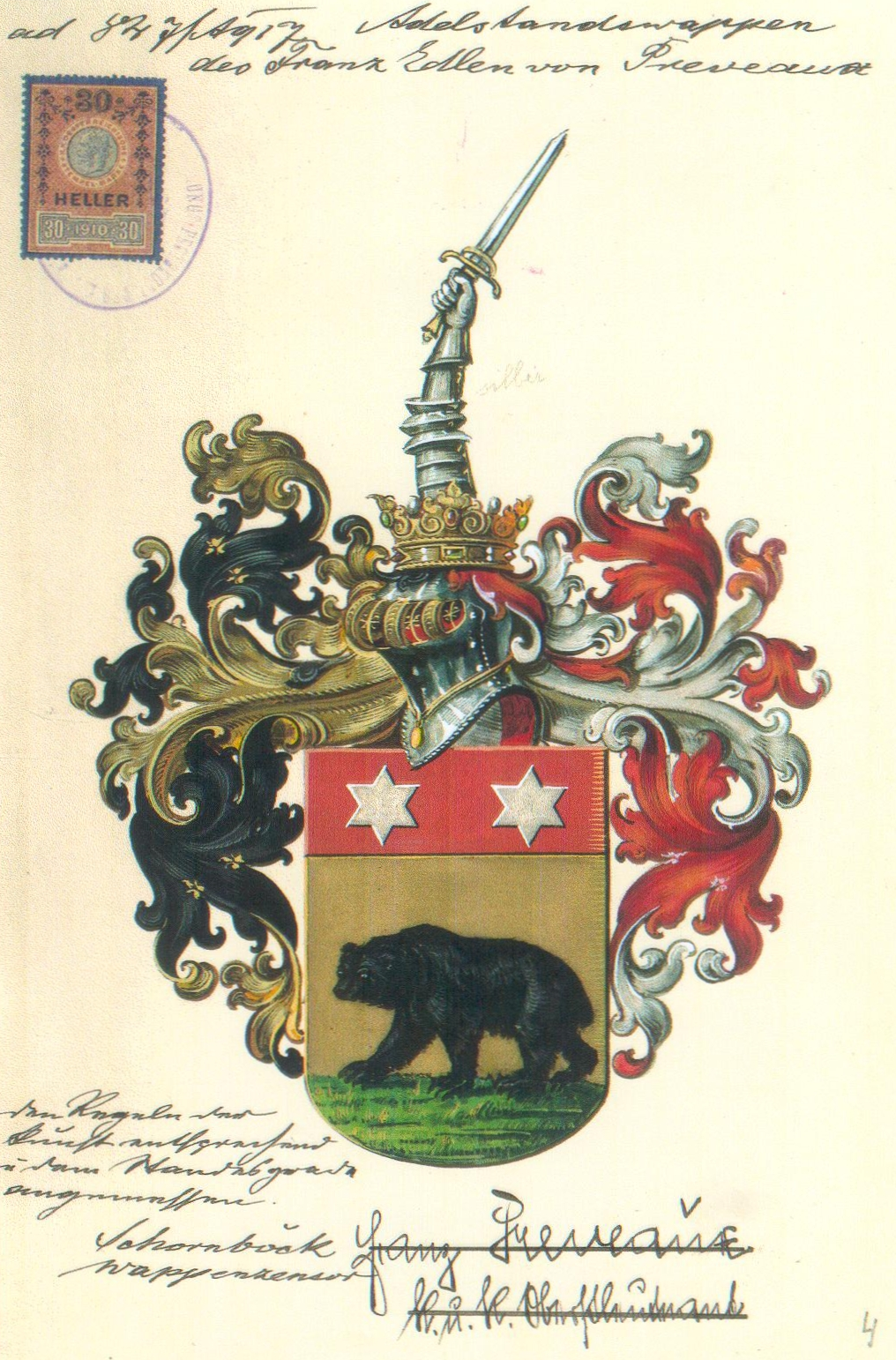
Wappenentwurf mit Stempelmarke und positiver Bewertung des Wappenzensors, 1917

Schließlich war dem Ansuchen ein Wappenentwurf samt fachgerechter Beschreibung beizulegen. Zwar durfte jeder Antragsteller sein Wappen prinzipiell selbst gestalten und die Symbolik frei bestimmen, doch wurde ein Entwurf erst angenommen, wenn er vom zuständigen Beamten im Ministerium des Inneren, dem „Wappenzensor“, als den Regeln der Kunst entsprechend und dem Standesgrade angemessen beurteilt war.
Hatte der Antragsteller alle nötigen Unterlagen beisammen, so musste er die mit den vorgeschriebenen Stempelmarken versehenen Bögen entweder an das k.u.k. Kriegsministerium oder an das für ihn zuständige Landesverteidigungsministerium (das k.k. Ministerium für Landesverteidigung für Österreich, das k.u. Honvédministerium für Ungarn) einsenden. Von dort wurde das Ansuchen an das Ministerium des Inneren weitergeleitet, wo die Unterlagen genauestens überprüft wurden.  Zur Beurteilung des Ansuchens wurden nicht nur die vom Antragsteller eingereichten Wohlverhaltenszeugnisse herangezogen, sondern auch die Eintragungen in den Conduitelisten. Fehlte auch nur eine der Voraussetzungen, oder ergab sich ein Einwand aufgrund der vorgelegten Dokumente, so war die Bewerbung um Gewährung des systemmäßigen Adels zurückzuweisen. In diesem Fall hatte der Antragsteller, so wie jeder andere Staatsbürger auch, die Möglichkeit, einen Antrag auf Erhebung in den Adelsstand „aufgrund besonderer Verdienste“ zu stellen. Allerdings behielten sich die österreichisch-ungarischen Monarchen stets vor, beim Vorliegen entsprechend berücksichtigungswürdiger Umstände über manchen Mangel hinwegzusehen.

### Kosten
Die Verleihung des systemmäßigen Adels wurde taxfrei gewährt, d. h. ohne die Bezahlung der sogenannten „Adelstaxe“, die für andere Standeserhebungen meist vorgeschrieben war. Für den einfachen österreichischen Adelsstand etwa betrug die Adelstaxe im Jahre 1915 immerhin 2100 K. Die Gebühren für das Ehrenwort „Edler“, das Territorialprädikat und die Ausfertigung des Adelsdiploms mussten hingegen auch beim systemmäßigen Adel immer bezahlt werden, wobei für das Territorialprädikat und das Ehrenwort „Edler“ jeweils 10 % der für den einfachen Adelsstand vorgeschriebenen Adelstaxe in Rechnung gestellt wurden. Eine Befreiung von den Prädikats- oder Ehrenwortstaxen war grundsätzlich nicht vorgesehen. Für die Verleihung des systemmäßigen Adels wurden dem antragstellenden Offizier folgende Gebühren in Rechnung gestellt:
| Gebühren            | 1811      | 1915   | 1918   |
| ------------------- | --------- | ------ | ------ |
| Territorialprädikat | 107,5 fl. | 210 K. | 210 K. |
| Ehrenwort „Edler“   | 107,5 fl. | 210 K. | 210 K. |
| Diplomausfertigung  | 73 fl.    | 330 K. | 600 K. |

Bevor die im Zuge des Nobilitierungsverfahrens anfallenden Bearbeitungsgebühren nicht ordnungsgemäß und vollständig entrichtet waren, durfte vom verliehenen erblichen einfachen Adelsstand kein Gebrauch gemacht werden. Wurden die Gebühren nicht binnen eines Jahres bei der Wiener Zentralamtskasse einbezahlt, kam das Verfahren um Verleihung des systemmäßigen Adels zum Stillstand und konnte auch durch eine nachträgliche Einzahlung nicht  wieder in Gang gebracht werden. Der Antragsteller konnte jedoch neuerdings um die Verleihung des systemmäßigen Adels ansuchen.
Die Kosten für die Diplomausfertigung beinhalteten Schreibgebühr, Kollationsgebühr, Sigillierungsgebühr, die Gebühren für den Wappenzensor und jene für den Wappenmaler. Außerdem waren Gebühren für die metallene oder hölzerne Kapsel, in der sich das kaiserliche Siegel befand, für die Goldschnüre sowie für Samt und Buchbinderarbeit zu bezahlen.
Extraausgaben konnten von den Behörden für besonders prunkvoll ausgeführte Adelsdiplome verrechnet werden. Auch konnte ein mangelhaft eingebrachter Wappenvorschlag des Antragstellers zu höheren Kosten führen, da der Wappenzensor in diesem Fall einen korrigierten, den Regeln der Kunst entsprechenden Neuentwurf anzufertigen hatte.